# 武汉二道河铁路桥
武汉二道河铁路桥，即二道河桥，又称二道桥、府河大桥，是京广铁路途径湖北省武汉市横跨府河（朱家河、府澴河、涢水）上的数代铁路桥的总称，位于京广铁路K1178+419处。始建于1899年，伴随汉口至滠口间的京汉铁路而通车运营。该桥在近代历史中几度损毁，几经改建。如今的二道桥是一座钢桁梁桥与水泥梁共同使用的桥梁。

## 历史

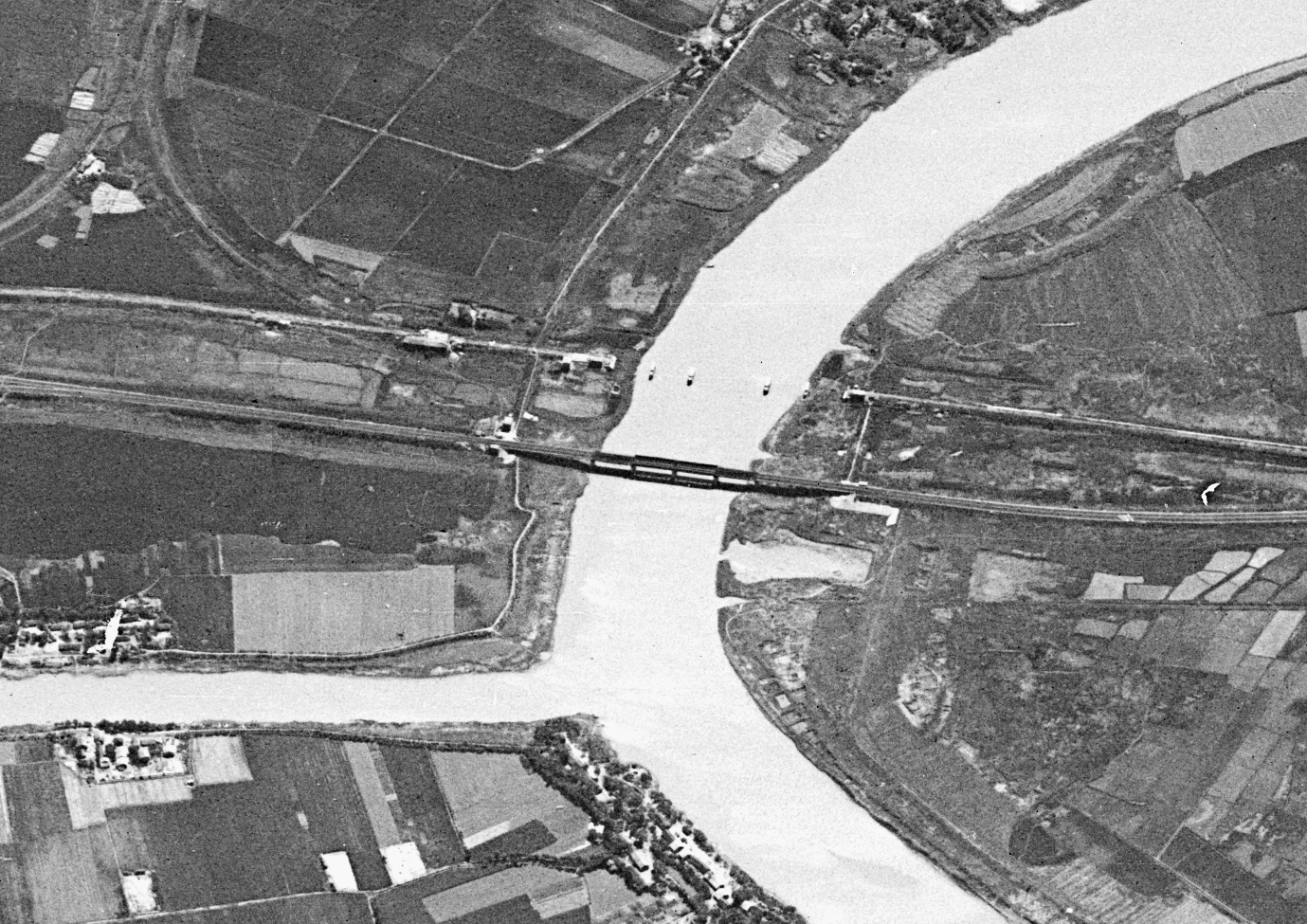
新老两代二道桥（1967年），老二道桥的桥墩存留至今

本桥始建历史可追溯至1899年，作为京汉铁路先行工程汉口至滠口段的一部分而建造，是以该桥以随着京汉铁路汉口至滠口段的运营而投入运营。
初建时桥梁是2台4墩5孔复线桥，全长187.48米。当时，在丹水池堤角与滠口之间的京汉铁路上共有三座铁桥，自汉口市区由近及远，分别是张公堤横堤外的铁桥，人称头道桥、一道河桥、一道桥；位于谌家矶站北侧横跨府河（朱家河）的铁桥，人称二道河桥、二道桥府河大桥；位于滠口站南侧横跨滠水的铁桥，人称三道河桥、三道桥、滠水大桥。
二道桥是京汉铁路进入汉口的第二站。其横跨的朱家河是汉口东北最后一道水路防线，具有一定的战略地位，因此在近代历史当中屡能见到该桥有关的记载，该桥亦几经战火。
1911年秋的辛亥革命期间，三道桥成为了民军与清军对峙的前沿阵地，该桥亦被战火波及。自10月18日，民军数次占领该桥又数次失守。10月27日后至清帝逊位，该桥一直处于清军控制当中。
1938年10月15日上午9时，业已占领滠口的日军通过三道桥后，兵临汉口城下。但是在下午3时左右，该桥被炸毁（日本文献宣称是国军“试图抵挡日军进攻”之所为），直至1940年3月11日，該橋才被佐藤部隊修復。1949年5月11日，即解放军进攻武汉前夕，该桥与三道桥一道被国军炸毁。
1949年5月，中国人民解放军接管武汉后，对京汉铁路进行南下抢修恢复通车时，将该桥由复线桥改为单线桥。1960年4月，新桥建成通车后，旧桥停用拆除。今旧桥位置仍有桥墩桥基尚存。
新桥于1958年11月兴建，1960年4月完工且使用至今。为2台12墩13孔复线桥，全长280.5米。上部为混合桥梁（钢梁及水泥梁），下部为双线实体桥墩，桥面两侧设有人行道。